# Strąkowa
Strąkowa – wieś w Polsce położona w województwie dolnośląskim, w powiecie ząbkowickim, w gminie Ząbkowice Śląskie.

## Podział administracyjny
W latach 1975–1998 miejscowość administracyjnie należała do województwa wałbrzyskiego.

## Demografia
Według Narodowego Spisu Powszechnego (III 2011 r.) liczyła 219 mieszkańców. Jest dwunastą co do wielkości miejscowością gminy Ząbkowice Śląskie.

## Podtopienia
2 lipca 2009 wieś została poważnie zalana w wyniku silnych opadów deszczu.